# Westfalia Werkzeugcompany
Die Westfalia Werkzeugcompany GmbH & Co KG ist ein Spezialversandhaus für Werkzeug, Elektronik, Haus und Garten, Autozubehör, Landwirtschaft und Freizeit.

## Geschichte
1923 wurde die Westfalia Werkzeugcompany von der Familie Aschermann in Schwerte gegründet, um den Werkzeugbedarf in den Zentren der Industrialisierung zu decken.
Fünf Jahre später übernahmen die Herren Weil und Herlinghaus das Unternehmen mit dem Ziel, Produkte aus der Landwirtschaft durch Reisende von Hof zu Hof zu verkaufen, woraus sich wenig später das Versandgeschäft entwickelte. Das Konzept des Werkzeug-Warenversandes per Post erwies sich als überaus erfolgreich. 1933 erschien der erste Katalog mit 984 Werkzeugen. Fast jedes Handwerk fand sich mit Spezialwerkzeugen in diesem Katalog wieder. Zudem wurden Haushaltswaren des täglichen Gebrauchs in das Programm aufgenommen.
Während des Krieges kam das Versandgeschäft vollkommen zum Erliegen. Dafür waren die Westfalia Werkzeuge in der Phase des Wiederaufbaus gefragter denn je.
Neu entdeckt wurde der umfassende Freizeitmarkt, der die Sortimente Werkzeug und Haushalt bis heute ergänzt: Technik, Gesundheit, Fitness, Textil und Bekleidung, Garten, Akkus und Batterien, Hobby, Auto und Camping.
Am 19. Oktober 2023 wurde vor dem Amtsgericht Hagen das Insolvenzverfahren über das Vermögen der Westfalia Werkzeugcompany GmbH & Co. KG eröffnet. Als vorläufiger Insolvenzverwalter wurde Mike Westkamp bestellt.
Ein weiteres Insolvenzverfahren ist am selben Tag ebenfalls über das Vermögen der in Verbindung stehende Westfalia GmbH eröffnet worden. Am 21. Februar 2024 wurde die Übernahme wesentlicher Vermögensgegenständen der Westfalia Werkzeugcompany GmbH & Co. KG durch die Weltbild D2C Group GmbH genehmigt, der Webshop wurde am 5. März 2024 von deren Tochterfirma D2C Special Purpose 4 GmbH (zukünftig unter Westfalia Werkzeug Commerce GmbH firmierend) übernommen.

## Konzern
Die Westfalia Versandzentrale hat ihren Sitz in Hagen in Westfalen. Hier befindet sich die Hauptverwaltung, Callcenter sowie die Versand-Förderstrecke. Das Unternehmen ist mit stationären Fachmärkten in Deutschland in Hagen, Bremen und Halle vertreten. Tochterfirmen und Partner sind die Westfalia Technica (Koppigen, Schweiz) und das Hotel Westfalia in Halle (Saale).
2018 setzte das Unternehmen online über seine Internetseite 163,4 Mio. Euro um und gehörte damit zu den 40 größten Generalisten in Deutschland.
Der Kontakt zu potentiellen Kunden wird weiterhin durch regelmäßigen Versand der aktuellen Kataloge gesichert.